# کاپی (بازیکن فوتبال، زاده ۱۹۸۱)
کاپی (انگلیسی: Capi؛ زادهٔ ۲ آوریل ۱۹۸۱) بازیکن فوتبال اهل اسپانیا است.
از باشگاه‌هایی که در آن بازی کرده‌است می‌توان به باشگاه فوتبال لاس پالماس، باشگاه فوتبال رئال ساراگوسا، و باشگاه فوتبال رئال مورسیا اشاره کرد.